# Poniatowa (gmina)
Poniatowa – gmina miejsko-wiejska w województwie lubelskim, w powiecie opolskim, z siedzibą w Poniatowej. W latach 1975–1998 gmina położona była w województwie lubelskim.
Według danych z 30 czerwca 2004 gminę zamieszkiwało 15 295 osób.

## Struktura powierzchni
Według danych z roku 2002 gmina Poniatowa ma obszar 84,16 km², w tym:
- użytki rolne: 76%
- użytki leśne: 16%

Gmina stanowi 10,47% powierzchni powiatu.

## Demografia

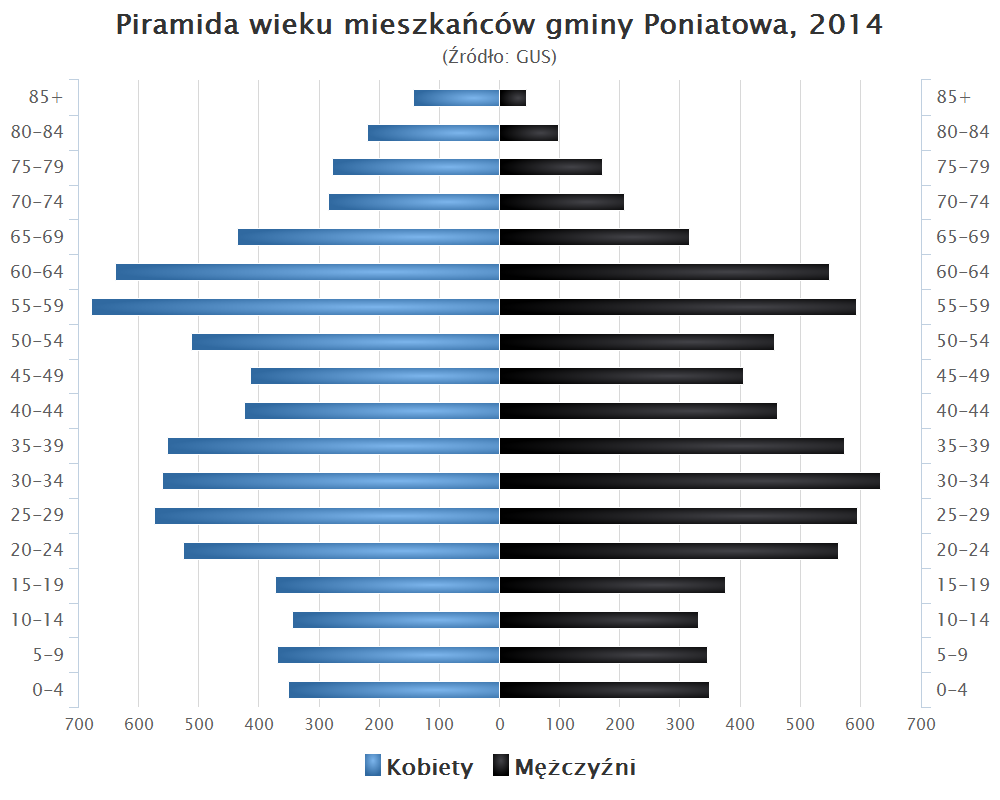
Piramida wieku mieszkańców gminy Poniatowa w 2014 roku

Dane z 30 czerwca 2004:
| Opis                              | Ogółem | Ogółem | Kobiety | Kobiety | Mężczyźni | Mężczyźni |
| --------------------------------- | ------ | ------ | ------- | ------- | --------- | --------- |
| jednostka                         | osób   | %      | osób    | %       | osób      | %         |
| populacja                         | 15 295 | 100    | 7927    | 51,8    | 7368      | 48,2      |
| gęstość zaludnienia (mieszk./km²) | 181,7  | 181,7  | 94,2    | 94,2    | 87,5      | 87,5      |

## Szkoły
- Szkoła Podstawowa nr 1 im. Stefana Żeromskiego w Poniatowej
- Szkoła Podstawowa nr 2 im. Henryka Sienkiewicza w Kowali Drugiej
- Szkoła Podstawowa nr 3 im. Ewy Szelburg - Zarembiny w Niezabitowie
- Szkoła Podstawowa nr 4 im. Marii Konopnickiej w Kraczewicach Prywatnych
- Szkoła Podstawowa nr 6 im. Jana Kochanowskiego w Poniatowej Kolonii
- Społeczna Szkoła Podstawowa w Dąbrowie Wronowskiej
- Nieczynne Liceum Ogólnokształcące nr 1 im. Aleksandry Ligęzy "Armaty" w Poniatowej
- Liceum Ogólnokształcące nr 2 im. Józefa Piłsudskiego w ZST w Poniatowej
- Technikum im. Eugeniusza Kwiatkowskiego w ZST w Poniatowej
- Szkoły dla dorosłych w ZST w Poniatowej

## Sołectwa
Dąbrowa Wronowska, Henin, Kocianów, Kowala Druga, Kowala Pierwsza, Kraczewice Prywatne, Kraczewice Rządowe, Leśniczówka, Młynki, Niezabitów, Niezabitów-Kolonia, Obliźniak, Plizin, Poniatowa, Poniatowa-Kolonia 1 i 2, Poniatowa-Kolonia 3 i 4, Spławy, Szczuczki-Kolonia, Wólka Łubkowska, Zofianka.

## Sąsiednie gminy
Bełżyce, Chodel, Karczmiska, Opole Lubelskie, Wąwolnica, Wojciechów.